# Patrick Funk
Patrick Christian Funk (ur. 11 lutego 1990) – niemiecki piłkarz grający na pozycji pomocnika w VfR Aalen.

## Kariera klubowa
Funk zaczął grę w piłkę w FV 08 Unterkochen, a później grał w SV Ebnat. Następnie został wypatrzony przez scoutów SSV Ulm 1846. W 2002 roku przeszedł do szkółki VfB Stuttgart.
W lipcu 2011 roku został wypożyczony do FC St. Pauli na dwa sezony. W 2014 roku odszedł do trzecioligowego SV Wehen Wiesbaden. W 2018 roku przeszedł do VfR Aalen, także grającego w 3. Lidze.